# Kim Winser
Kim Winser, OBE (Helensburgh, 11 de março de 1959) é uma empresária britânica e fundadora e CEO da marca de moda feminina de mesmo nome, Winser London. Kim Winser foi a mais jovem pessoa nomeada diretora da divisão comercial da Marks & Spencer Plc, ex-presidente-executiva da Pringle of Scotland e Aquascutum e ex-presidente da Agent Provocateur.
Em 2006, Kim Winser recebeu a Ordem do Império Britânico (OBE) pelos serviços prestados à indústria da moda britânica.

## Infância e educação
Kim Winser nasceu em Helensburgh, Escócia, e foi educada na Purbrook Grammar School, em Hampshire, na Inglaterra. Kim é ex-tenista competitiva e continua jogando de forma recreativa.

## Carreira
Kim Winser começou sua carreira na Marks & Spencer Plc (M&S), tendo ingressado no Management Training Scheme, em 1977. A ascensão de Kim na hierarquia culminou em sua nomeação como a mais jovem Diretora do Conselho Divisional da Marks & Spencer, como Diretora de Moda Feminina, a maior divisão da empresa na época.
Kim Winser passou a entregar reviravoltas bem-sucedidas para as icônicas marcas britânicas Pringle of Scotland (2000 - 2006) como Diretora Executiva, e Aquascutum (2006 - 2009) como Presidente Global e Diretora Executiva. Kim Winser é creditada por reposicionar ambas as marcas de casas de moda tradicionais em nomes globais contemporâneos. Kim lançou a primeira loja principal dedicada da Pringle of Scotland na Bond Street, no Reino Unido. Ela também garantiu uma série de parcerias com celebridades de alto nível, incluindo Pierce Brosnan e Gisele Bündchen, que lideraram campanhas para a Aquascutum.
As reviravoltas de Kim Winser em Pringle of Scotland e Aquascutum foram apresentadas pela BBC em dois programas separados. Durante este período, Kim também trabalhou com as indústrias escocesas de caxemira e lã britânicas, apoiando iniciativas, crescimento e exportações.
Após sua gestão na Aquascutum, no início de 2009, Kim Winser foi contratada como Consultora Sênior pela 3i (uma empresa de private equity, sediada no Reino Unido) para apoiar seus investimentos nos setores de varejo e consumo e para presidir uma das marcas de seu portfólio – Agent Provocateur. Kim ajudou a reposicionar com sucesso a cadeia como uma marca de luxo, apoiando a sua expansão global em novos mercados, através dos quais os lucros subjacentes da empresa quase triplicaram.
Durante este mesmo período, também atuou como consultora do negócio global de comércio eletrônico digital, Net-a-Porter, supervisionando a sua expansão em novos mercados na Europa, Ásia e Médio Oriente.

## Winser London
Liderada pela supermodelo Yasmin Le Bon, a primeira coleção foi lançada em 15 de fevereiro de 2013, com uma concessão pop-up na Harvey Nichols, Knightsbridge, em Londres. Colaborações recentes incluem a atriz Gillian Anderson e Cat Deeley, a personalidade da TV, com coleções cápsula exclusivas.

## Outras conquistas
Premiada com um doutorado honorário pela Heriot-Watt University, em 2002, por seu trabalho na indústria têxtil britânica, Kim recebeu uma Ordem do Império Britânico (OBE) de Sua Majestade, a Rainha, por serviços prestados à indústria britânica de moda e varejo, em 2006.
Kim Winser é Diretora Não-Executiva Independente do luxuoso Peninsula Hotel and Property Group e trabalha com Sua Alteza Real, o Príncipe de Gales, para apoiar sua empresa jovem, The Prince's Trust. Kim continua a atuar como consultora especial para vários fundos familiares específicos em seus investimentos.
Kim Winser atuou anteriormente como diretora não-executiva do The Edrington Group. Por nomeação do Primeiro Ministro, Kim também atuou como curadora do Museu de História Natural.
Kim Winser também foi selecionada para trabalhar ao lado de vários executivos da indústria na entrega da Comissão de Bom Trabalho para o Governo Britânico. Presidido por Alan Parker, presidente da Brunswick, o relatório 'Good Work and our Times', publicado em 2011, explorou a crença de que o 'bom trabalho' é benéfico tanto para os trabalhadores, como para os empregadores e para a sociedade - e como torná-lo mais gratificante para todos os envolvidos.
Kim Winser tornou-se colaboradora da Forbes, em 2013. Em 2014, Kim foi incluída na lista da BBC das 100 Mulheres mais influentes do mundo; uma série anual multiformato criada em 2013, que examina o papel, as questões e as conquistas das mulheres no século XXI.
A Fortune Magazine e a Management Today já nomearam Kim Winser como uma das mulheres mais poderosas nos negócios.